# Charles Nungesser
Charles Nungesser (Charles Eugene Jules Marie Nungesser; ur. 15 marca 1892 w Paryżu, zm. 8 lub 9 maja 1927) – francuski lotnik, jeden z czołowych asów myśliwskich okresu I wojny światowej. Należący do grona Balloon Buster – pilotów mających więcej niż pięć zestrzeleń balonów obserwacyjnych. Razem autor 43 zwycięstw powietrznych.

## Przed I wojną światową
Urodził się 15 marca 1892 w Paryżu w zamożnej rodzinie. Uczęszczał do szkoły artystycznej, zajmował się też sportem, w tym boksem. W wieku 17 lat porzucił szkołę i wyjechał do Brazylii, następnie Argentyny, gdzie imał się różnych zajęć, między innymi kierowcy wyścigowego. Nauczył się też pilotażu i kupił pierwszy samolot.

## I wojna światowa
Po wybuchu I wojny światowej w 1914 został wezwany do Francji i powołany do wojska. Początkowo został przydzielony do kawalerii – 2. pułku huzarów. W służbie szybko dokonał kilku spektakularnych wyczynów, między innymi 3 września 1914 podczas wypadu za linię frontu z dwoma piechurami zdobył i przyprowadził niemiecki samochód sztabowy, po wzięciu do niewoli załogi (według innych źródeł, wystrzelaniu). Za ten czyn został odznaczony Medalem Wojskowym (Médaille Militaire). Przy okazji dekoracji, poprosił o przeniesienie do lotnictwa, które lepiej odpowiadało jego temperamentowi.
Po ukończeniu kursu pilota wojskowego, 8 kwietnia 1915 został przydzielony do eskadry bombowo-rozpoznawczej VB106, latającej na powolnych dwumiejscowych bombowcach Voisin. Podczas spotkań samolotów wroga próbował je jednak ścigać i podejmować walkę powietrzną. W pogoni za zwrotniejszym samolotem niemieckim zapędził się 26 kwietnia nad linie niemieckie, po czym jego samolot został zestrzelony przez artylerię przeciwlotniczą, lecz zdołał wylądować awaryjnie po francuskiej stronie frontu. Bazując w Nancy, na początku sierpnia wystartował dla przechwycenia formacji niemieckich samolotów rozpoznawczych, po czym obserwator z załogi Nungessera zdołał zestrzelić jeden z nich. Za czyn ten Nungesser otrzymał Krzyż Wojenny (Croix de Guerre) oraz karę 8 dni aresztu za start bez zezwolenia przełożonych.

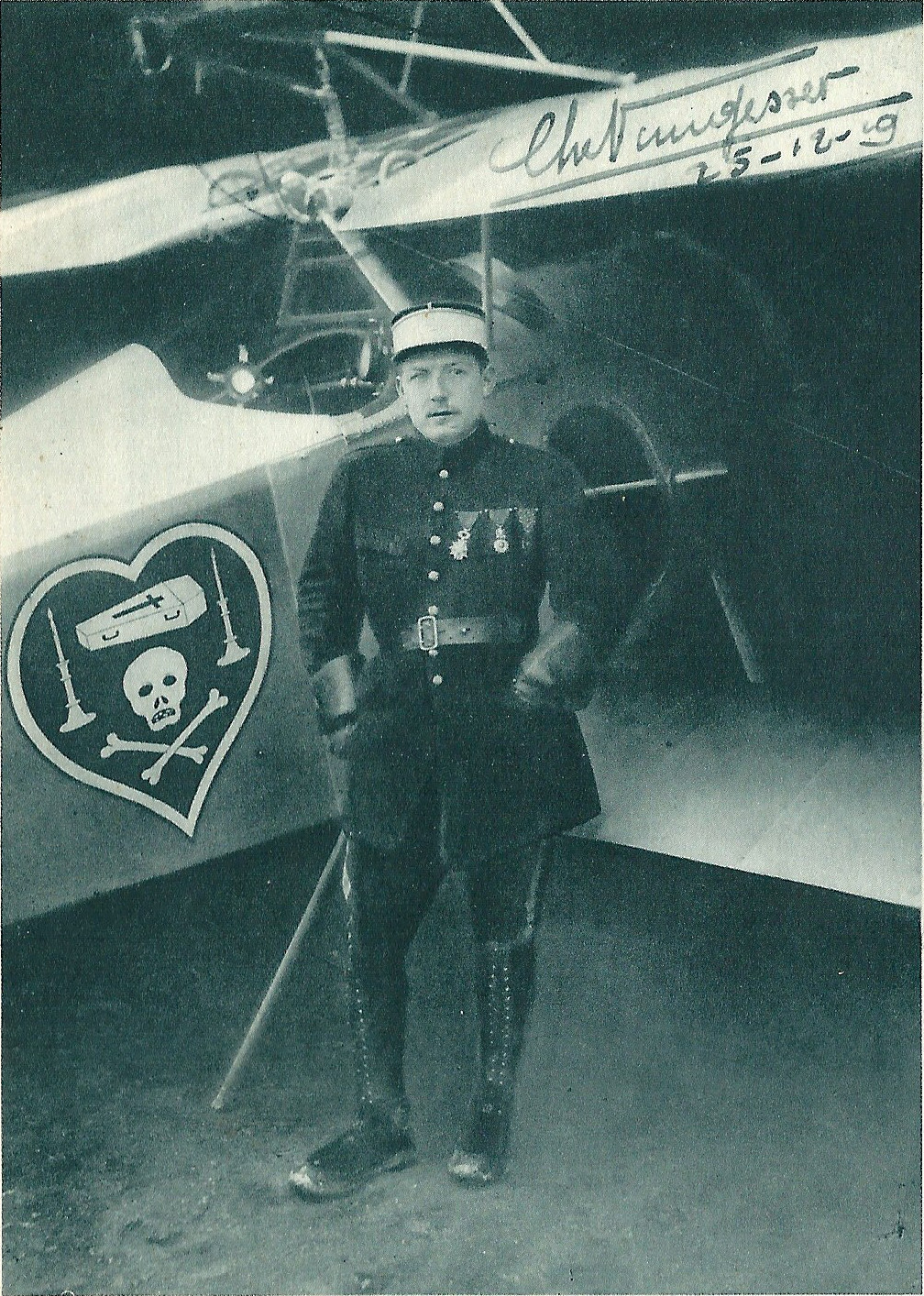
Charles Nungesser przy swoim samolocie

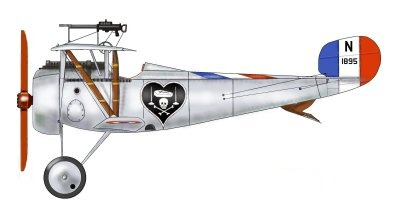
Nieuport 17 Charlesa Nungessera

Z uwagi na widoczny temperament Nungessera, dowództwo francuskie przeniosło go w listopadzie do lotnictwa myśliwskiego. Po przeszkoleniu, skierowany został do eskadry N 65, latającej na myśliwcach Nieuport 11 „Bébé”. W listopadzie 1915 zestrzelił pierwszy samolot niemiecki w charakterze pilota myśliwskiego. Wkrótce zaczął odnosić dalsze zwycięstwa, stając się ulubieńcem prasy. Na swoich samolotach malował duże godło osobiste w postaci czaszki z piszczelami, trumną i lichtarzami na tle czarnego serca. Oprócz świetnego i brawurowego pilotażu znany był także z rozrywkowego nocnego trybu życia, który nie przeszkadzał mu w lataniu (w czym towarzyszył mu m.in. Jean Navarre). 4 grudnia 1915 Nungesser został odznaczony Legią Honorową. Wkrótce zaczął być także znany z latania pomimo doznawanych ciężkich obrażeń.
29 stycznia 1916 Nungesser został ciężko ranny w katastrofie oblatywanego samolotu, m.in. doznał złamania nóg i przebicia podniebienia, lecz już 28 marca, nie wyleczony do końca, powrócił do latania w swojej jednostce. W tym okresie toczyła się bitwa pod Verdun, wiążąca się ze wzmożoną aktywnością obu stron w powietrzu. Nungesser odniósł kilkanaście kolejnych zwycięstw, latając myśliwcem Nieuport 17. Na skutek intensywnego latania i doznanych w tym czasie kilkakrotnie dalszych ran, dzielił praktycznie czas pomiędzy latanie i pobyt w szpitalu a do kabiny samolotu wsiadał i wysiadał z niej z pomocą mechaników. Do grudnia 1916 Nungesser miał już na „koncie” 21 zestrzelonych samolotów i balonów. Doznał w tym okresie m.in. złamania szczęki i wybicia kolana.
Po dłuższym okresie odpoczynku, w maju 1917 ponownie powrócił na front, mimo że lekarze uznawali go za niezdolnego do służby. Stacjonował teraz w okolicy Dunkierki. 12 maja Nungesser, wyzwany na „pojedynek” przez Niemców, dostał się w zasadzkę 6 niemieckich myśliwców, na skutek czego zestrzelił dwa myśliwce Albatros, a następnie zestrzelił jeszcze omyłkowo atakujący go myśliwiec angielski. W październiku 1917 Nungesser został odsunięty od latania bojowego i skierowany do szkolenia pilotów, lecz w grudniu uległ kolejnemu poważnemu wypadkowi, tym razem na skutek szybkiej jazdy samochodem. Mimo to po kilku miesiącach powrócił znowu do latania bojowego, na nowym myśliwcu SPAD S.XIII, którego zamienił następnie na słabszego, lecz zwrotniejszego Nieuporta 24. 18 maja 1918 został oficerem Legii Honorowej. 16 lipca 1918 uzyskał 40. zwycięstwo, a 15 sierpnia uzyskał swoje ostatnie zwycięstwo.
Nungesser był trzecim pod względem liczby zwycięstw francuskim asem (po Georges Guynemerze i Rene Foncku). Uzyskał 43 (według innych źródeł, 45) zwycięstw, w tym 7 nad balonami. Podczas swojej kariery lotniczej był 17 razy ranny, co stanowiło swojego rodzaju „rekord”.

## Po I wojnie światowej
Po wojnie, Nungesser był przez pewien czas we Francji popularnym bohaterem, co wykorzystywał oddając się swojemu ulubionemu życiu towarzyskiemu. Założył następnie szkołę pilotażu w Paryżu, która jednak zbankrutowała na skutek nieudolnego zarządzania. Wyjechał wówczas do USA i tam z kilkoma lotnikami założył latający cyrk, występujący na pokazach lotniczych.
W drugiej połowie lat 20. Nungesser postanowił podjąć próbę przelotu przez Atlantyk, z Paryża do Nowego Jorku, wraz z nawigatorem François Coli. Po uzyskaniu funduszy i specjalnie adaptowanego nowego jednosilnikowego samolotu rozpoznawczego Levasseur PL-8 nazwanego L'Oisseau Blanc (Biały ptak), Nungesser i Coli wystartowali 8 maja 1927 rano z lotniska Le Bourget w Paryżu. Dla zmniejszenia masy, samolot odrzucił podwozie po starcie, nie był również wyposażony w radiostację. Samolot jednak nie dotarł do celu i zaginął po drodze; nie ustalono miejsca ani przyczyn katastrofy.
Przez długi czas uważano, że załoga wpadła do Atlantyku, lecz w latach 80. odkryto relacje świadków, którzy twierdzili, że słyszeli samolot mogący być samolotem Nungessera i Coliego nad stanem Maine w USA, który prawdopodobnie następnie rozbił się w lesie. Być może więc udało im się dokonać międzykontynentalnego przelotu nad Atlantykiem, przed Lindberghiem.

## Odznaczenia
- Legia Honorowa IV Klasy
- Legia Honorowa V Klasy
- Médaille Militaire
- Croix de Guerre (1914–1918)
- belgijski Croix de Guerre (1914–1918)
- brytyjski Military Cross
- amerykański Distinguished Service Cross